# Mark Blumsky
Mark Blumsky, né le 29 août 1957 à Nelson, est un homme politique, homme d'affaires et diplomate néo-zélandais puis athlète amateur, entrepreneur et homme politique niuéen.

## Biographie
Abandonnant ses études à l'université de Canterbury au bout d'un an, il entreprend un apprentissage de gestion à l'entreprise de vente de chaussures Hannah's Footwear, devenant directeur de magasin puis directeur national des ventes. Il y travaille de 1978 à 1990, puis fonde et dirige sa propre entreprise dans ce même secteur : Mischief Shoes, jusqu'en 1996. Membre du Parti national (centre-droit libéral-conservateur), il est élu maire de Wellington en octobre 1995, occupant ce poste jusqu'en octobre 2001. En 2002, à l'issue de son mandat, il est fait compagnon de l'ordre du Service à la Reine (en). Dans le même temps, il est successivement directeur de diverses entreprises, dont une entreprise de pinot noir, une chaîne de pizzérias et l'entreprise qui gère l'aéroport international de Wellington,.
Il est élu député, au scrutin de liste, à la Chambre des représentants de Nouvelle-Zélande aux élections législatives de 2005, et siège sur les bancs de l'opposition au gouvernement travailliste de la Première ministre Helen Clark. Il ne se représente pas aux élections de 2008, expliquant qu'il s'est senti bien moins utile en politique nationale qu'en politique locale. Il s'établit à Niué, micro-État polynésien en libre association avec la Nouvelle-Zélande, et se voit chargé de mener le projet de développement de l'industrie touristique du pays. En septembre 2010, il est nommé haut-commissaire (ambassadeur) de Nouvelle-Zélande à Niué, fonction qu'il exerce jusqu'en 2013,. En 2012 il épouse une Niuéenne, Pauline Rex.
Il crée une diversité de petites entreprises à Niue : une entreprise d'hydroponie, un café, un minigolf et une boutique de vêtements de marque. Son épouse remporte une médaille d'argent à l'épreuve de triples en boulignrin aux Jeux du Pacifique de 2015 à Port Moresby en Papouasie-Nouvelle-Guinée, et Mark Blumsky devient également membre de l'unique club de boulingrin de Niue. Naturalisé niuéen, il est sélectionné avec son épouse pour prendre part à la délégation niuéenne aux Jeux du Commonwealth de 2018 en Australie. Sa femme Pauline est la porte-drapeau de la délégation. Participant aux épreuves masculines à deux -avec pour coéquipier Dalton Tagelagi, le ministre des Infrastructures- et à quatre, Mark Blumsky perd tous ses matchs sauf un, une victoire 18-17 en doublé face aux Samoa. Ses coéquipiers et lui manquent de peu de battre l'Écosse (11-14 en doublé) ou la Namibie (13-16 à quatre), mais sont notamment balayés par l'Inde (6-29 en doublé) et la Malaisie (3-31 à quatre).
Le couple participe également aux Jeux du Pacifique de 2019 à Apia, aux Samoa. Pauline Blumsky et ses coéquipières remportent l'or à l'épreuve féminine de boulingrin à trois, et la médaille d'argent à quatre, tandis que son mari remporte la médaille de bronze à l'équipe masculine à trois, avec ses coéquipiers Dalton Tagelagi et Norma Mitimeti,,. Mark Blumsky devient le vice-président de l'Association de Boulingrin de Niue, et se charge de l'entretien du terrain de sport du club pour en faire une réplique « des gazons anglais permettant un jeu bien plus rapide que ceux de Nouvelle-Zélande ».
Il se présente sans succès comme candidat indépendant aux élections législatives niuéennes du 30 mai 2020,,, et sans succès à nouveau à celles de 2023,.